# 송인헌
송인헌(宋仁憲, 1956년 2월 24일~)은 대한민국의 공무원 출신 정치인이다. 제45대 충청북도 괴산군수(민선 8기)이다. 종교는 개신교이다. 충청북도 괴산군 소수면 출생이다.

## 학력
- 1961.03~1967.02 괴산명덕국민학교 졸업
- 1967.03~1970.02 괴산중학교 졸업
- 1970.03~1973.02 괴산종합고등학교 졸업
- 1996.03~1998.02 충북보건과학대학교 지방행정학과 졸업
- 2001.03~2001.10 한국교통대학교 행정학과 3학년 중퇴

## 경력
- 괴산군 소수면장
- 괴산군청 사회복지과장
- 충청북도청 농업기술원 행정지원과장
- 충청북도청 행정국 세정과장
- 충청북도청 공보관
- 2011.07~2013.01 제17대 충청북도 음성군 부군수
- 충청북도청 혁신도시관리본부장
- 괴산명덕초등학교 총동문회 회장
- 괴산중학교 재청동문회 회장
- 괴산고등학교 재청동문회 회장
- 경제정의실천시민연합회원
- 충청포럼 괴산군 지회장
- 국민의힘 제20대 대선 충북선거대책위원회 농업·농촌정책위원장
- 국민의힘 제20대 대선 중앙선대본부 괴산군 총괄본부장
- 제20대 대통령직인수위원회 지역균형발전특별위원회 자문위원
- 2022.07~: 제45대 민선 8기 충청북도 괴산군수(초선, 국민의힘)
- 2022.09~: 대한민국 시장·군수·구청장 협의회 군수대표
- 2023.09~: 인구감소지역 시장‧군수‧구청장 협의회 회장

## 수상
- 2007 근정포장
- 2013 홍조근정훈장

## 역대 선거 결과
|  | 38.83% |

|  | 30.93% |

|  | 45.80% |

|  | 54.79% |